# (38681) 2000 QK6
(38681) 2000 QK6 est un astéroïde de la ceinture principale découvert en 2000.

## Description
(38681) 2000 QK6 a été découvert le 24 août 2000 à l'observatoire de Starkenburg, un observatoire astronomique amateur situé à Heppenheim, en Allemagne, par l'Observatoire de Starkenburg.

### Caractéristiques orbitales
L'orbite de cet astéroïde est caractérisée par un demi-grand axe de 2,41 ua, un périhélie de 2,010 ua, une excentricité de 0,13 et une inclinaison de 6,77° par rapport à l'écliptique. Du fait de ces caractéristiques, à savoir un demi-grand axe compris entre 2 et 3,2 ua et un périhélie supérieur à 1,666 ua, il est classé, selon la JPL Small-Body Database, comme objet de la ceinture principale.

### Caractéristiques physiques
(38681) 2000 QK6 a une magnitude absolue (H) de 15,8 et un albédo estimé à 0,205.